# 梶本勇介
梶本 勇介（かじもと ゆうすけ、1983年12月18日 - ）は、大阪府大阪市城東区出身の元プロ野球選手（内野手、外野手）。右投両打。

## 経歴

### プロ入り前
岩手・専大北上高時代は1年生の時からセンターでレギュラーを掴み、夏の岩手大会にも出場。2年生になると春季大会からエース兼4番として活躍。夏の岩手大会では、決勝戦の完封を含めて3完封1完投に本塁打も記録し、第82回全国高等学校野球選手権大会に出場に大きく貢献した。甲子園では1回戦で明徳義塾と対戦し、8回を完投するも、3失点で敗戦投手となっている。3年生の春季県大会では5試合で5本塁打を記録するも決勝戦で敗退。しかし続く東北春季大会では、決勝まで4連投で専大北上の初優勝に貢献した。夏の県大会も決勝までで2完封を記録していたが、決勝戦で惜しくも完投負けを喫し、2年連続の甲子園出場はならなかった。
当時は投手としても最速147km/h、常時130km/h後半の速球とスライダー、カーブを投じ、最終学年では投手としての指名をほのめかす球団も存在した。しかし2001年のドラフト会議では、高校通算30本塁打の打力を買って野手として評価していたヤクルトスワローズからドラフト2巡目で指名された。本人も野手挑戦に意欲的で、推定契約金6000万円・年俸500万円でプロ入りが決まると共に、打撃センスを買われて内野手にコンバートが決まった。その後、主に遊撃手で練習を開始した。

### ヤクルト時代
2002年は実質内野手一年目ということもあって、体力と守備の基礎固めのシーズンとなった。キャンプ・シーズン共にファームで過ごし、二軍の公式戦では31試合に出場している。俊足を活かすためにスイッチヒッターの練習をはじめ、秋のコスモスリーグでは転向した左打席からプロ入り後初の本塁打を放つなど、実戦への強さを発揮。当初は守備でも安定感を欠いたが、徐々に守備範囲も広がり遊撃手としての試合も経験。順調なシーズンを過ごした。
2003年に本格的に両打ちに転向。3月に中学時代からの持病であった左膝を手術し、前半戦はファームでリハビリの毎日を送った。6月から試合に復帰し、二軍では最終的に前年を上回る39試合に出場。9月にはイースタン初の本塁打を、またも左打席から放っている。秋季キャンプでは西都キャンプ名物となっていた階段昇りで1位を取るなど、監督の若松勉ら首脳陣へアピール。手術した足に不安がないところを見せた。
2004年は前年オフに岩村明憲から誘われてともに自主トレを行った。キャンプ・開幕時はファームだったものの、三年目にして打力でもアピールできる試合が増え、6月には3試合連続本塁打を含む5本塁打でファームの月間MVPを受賞。8月20日には藤井秀悟の抹消に伴って、期間限定ながら3年目にして初の一軍を経験した。2試合で安打は出なかったものの、代走でプロ入り初出場した8月21日の試合では二塁守備について2度の守備機会をこなしている。ファームでは自己最多の92試合に出場し、二遊間のスタメンに定着。打率も自己最高の.269で、7本塁打、35打点、8盗塁とパンチ力とスピードの両方をアピールした。
2005年から選手登録を正式に両打ちに変更。一軍昇格の機会こそなかったが、7月24日のフレッシュオールスターでは三塁打を含む4打数2安打と活躍し、優秀選手賞を受賞。ファームでは前年に続いてスタメンとして89試合に出場した。打率も一時は3割を超え、最終的には.293（規定打席到達選手中、チームトップ）、6本塁打、8盗塁をマークした。94安打を記録し、イースタン・リーグ最多安打のタイトルを獲得。一方でリーグ2位の71三振と、確実性に課題を残した。守備面でも前年の19失策に次ぐ16失策で、田中浩康の加入もあって層の厚くなった二遊間ではアピールしきれなかった。
2006年はキャンプ・開幕は二軍スタートだったが、宮本慎也の故障などもあって、4月30日に手薄になった内野手の補充要員として2年ぶりに一軍に昇格した。5月4日の対広島戦で、代打で一軍初安打を記録。6月3日の対オリックス戦では、7番遊撃手として一軍初スタメン出場。抜擢にこたえる形で4打数2安打と結果を残した。一軍21試合に出場し、7安打2盗塁とまずまずの結果を残した。

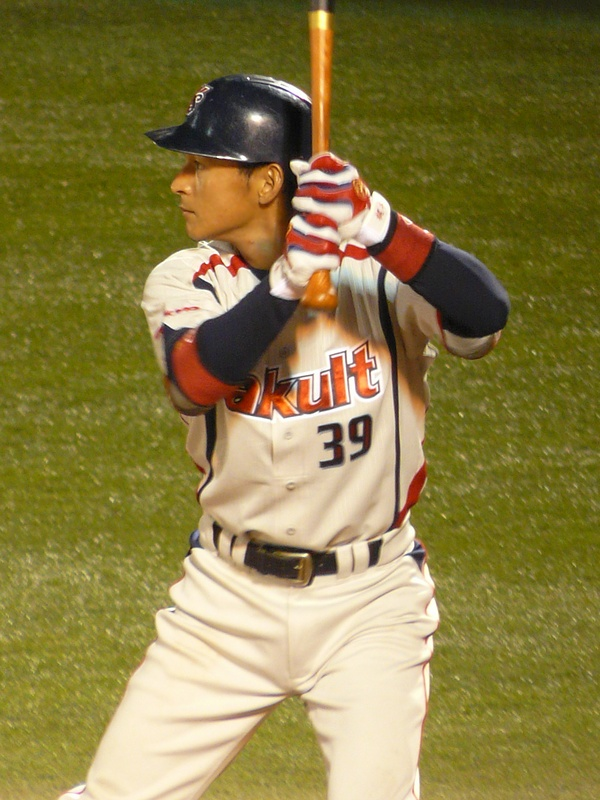
ヤクルトスワローズ時代
(2010年8月28日)

一軍帯同が多かったため出場が67試合に減ったファームでも、打率.291、7本塁打、13盗塁（チームトップ）を記録。イースタン・リーグトップの三塁打4本、同リーグ3位の長打率.462と、俊足・長打力の両方で結果を残しており、二塁手・遊撃手だけでなく三塁手や外野手でも起用された。
2007年はプロ5年目にして初の一軍キャンプスタートとなった。オープン戦では本塁打も記録し、初の開幕一軍も決定。4月半ばには打撃不振の田中浩康にかわって二塁のスタメンで2試合に出場したが、梶本自身も打撃で結果を残す事が出来ず、4月22日に二軍降格。以降ファームでも78試合で打率.251、3本塁打、11盗塁と調子が上がらず、一軍復帰はならなかった。守備面でもグラブ捌きなどに苦戦気味で、外野にも挑戦している。秋のキャンプではスピード野球を掲げる新監督の高田繁から期待の一人としてコメントされた。
2008年は2年ぶりの二軍キャンプスタートとなった。開幕も二軍で迎え、4月は低調が続いた。しかし5月に入って月間打率4割超と調子を上げ、自身二度目となるイースタンの月間MVPを受賞した。その後も打率3割超の好調を維持し、最終的にイースタン・リーグでは自己最高の打率.301をマークした他、5本塁打、14盗塁を記録し、二塁のレギュラーに定着した。9月11日には約1年5ヶ月ぶりに一軍登録を受け、20試合で3盗塁と足のあるところを見せている。高校の先輩である、畠山和洋の後を受けた代走でも注目を集めた。
2009年は2軍で安定して打率を残すも、1軍にはなかなか上がれなかったが、1軍での故障者が続出した10月に1軍でスタメン出場。10月6日には猛打賞を記録した。2軍では打率.293と安定して打つ実力はついてきている。
2010年はオープン戦こそ一軍帯同したが、開幕直前に登録抹消。以後、一度も登録されぬまま、10月3日に球団から戦力外通告を受ける。12球団合同トライアウトには参加しなかった。

### オリックス時代

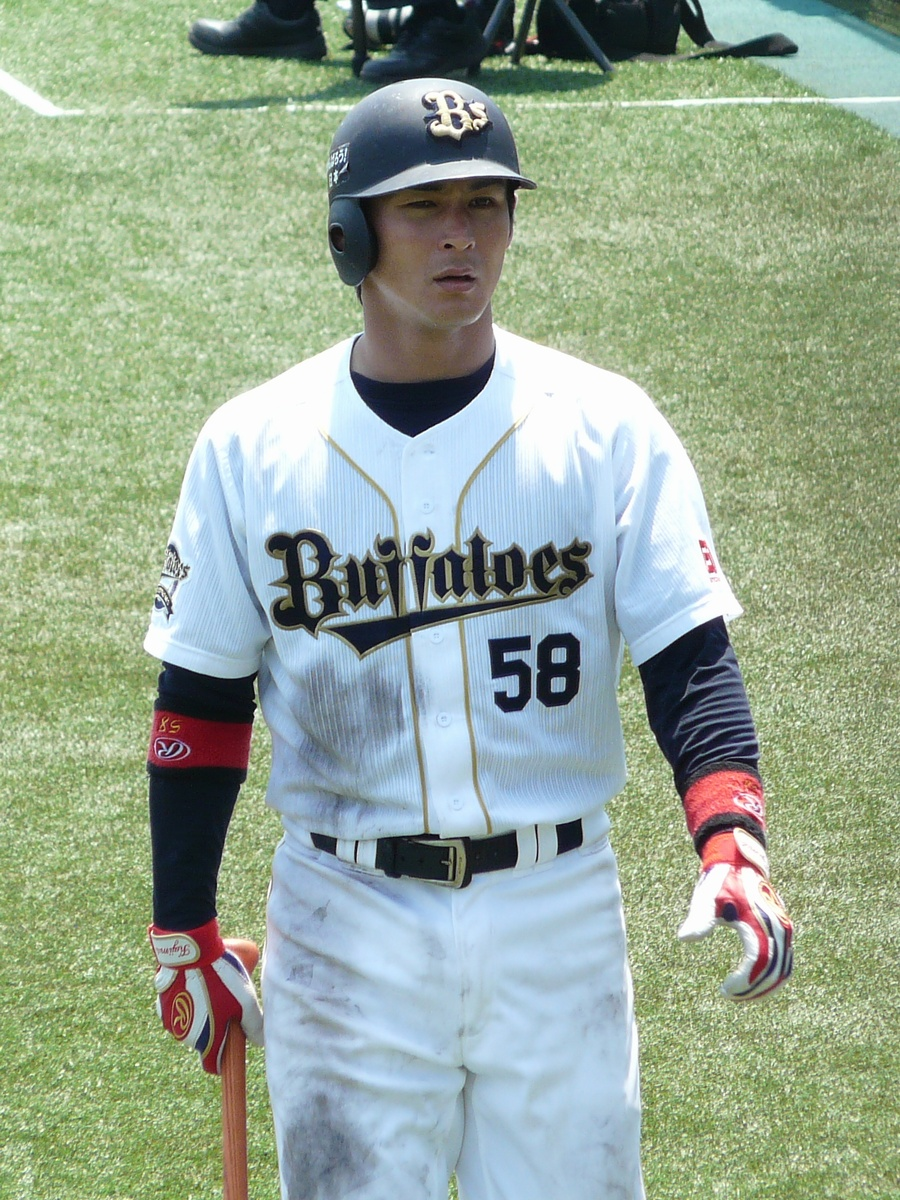
オリックス・バファローズ時代
(2011年6月29日)

その後、11月15日に内野が手薄で早くから興味を示していたオリックス・バファローズの秋季キャンプでの入団テストを受けて合格。入団が決定した。背番号は58。
2011年は開幕こそ二軍スタートだったが、正二塁手の後藤光尊が打撃不振と胃腸炎のため二軍降格したのを機に、5月12日に一軍昇格を果たす。5月14日の対日本ハム戦で、移籍後初スタメン出場を果たすと、2日連続で2安打を放つ。その後も暫くは二塁手としてスタメンに出場する機会が増え、5月29日の対中日戦では、9回裏に守護神の岩瀬仁紀から移籍後初打点となる適時打を放った。しかし、後藤が復帰すると出場機会がなかなか得られず、6月29日に一旦二軍降格。7月15日に一軍復帰してからは、後藤が徐々に復調していったのもありしばらくは代打・代走での出場が主となったが、8月にT-岡田が二軍落ちしたのを機に外野手として出場する機会が増えた。10月13日の対ロッテ戦では、先制適時打を放ち、試合後に移籍後初のお立ち台に上がった。結局、打撃こそ打率.204、打点も前述の2打点に留まる等課題も出たものの、43試合に出場し、19安打は自己最多の記録となり、前年オフの自由契約から這い上がったシーズンとなった。
2012年は開幕一軍入りを果たすも、6試合の出場で12打数で内野安打1本に留まり、4月21日に登録抹消。その後、5月2日に一軍登録され、同日の対ロッテ戦で中後悠平から決勝適時二塁打を放ち、試合後にヒーローインタビューに選ばれた。その後は外野手として出場機会を得るも、拙守を露呈するなど定位置を掴み切るに至らず、一・二軍の往復を繰り返した。42試合の出場で打率こそ.213と振るわなかったが、4度目の一軍昇格となった8月30日の対ソフトバンク戦で9回表に代打で出場し、日本球界復帰後自責点0を続けていた岡島秀樹に初の自責点をつける決勝適時打、9月11日の対西武戦でも代打でランディ・ウィリアムスから決勝犠飛を放つ等、随所で勝利に貢献する活躍を見せた。
2013年、10月26日に戦力外通告を受けた。

### オリックス退団後
2013年11月22日に開かれた12球団合同トライアウトに参加したが、7人制ラグビーのチーム結成のため視察に訪れた元ラグビー日本代表吉田義人の目に留まる。
2014年3月16日、吉田が創設した「サムライ東京セブンズラグビークラブ」の最終選抜メンバー21人に選ばれるが、その後は米独立リーグ・アトランティックリーグのランカスター・バーンストーマーズと契約。7人制ラグビー参加への返答はシーズン終了まで見合わせる。
2015年3月3日に、ランカスターと再契約を結んだ。2016年3月29日にランカスターと再契約。
2017年5月12日に、同じアトランティックリーグのニューブリテン・ビーズと契約。
2017年シーズン終了後は日本に帰国し、東京都内でトレーナーをしている。
2020年3月2日より、ライバーマネジメントプロダクション「ビーバー」に所属し、DeNAが運営するライブコミュニケーションアプリ「Pococha」にて配信活動を開始。

## プレースタイル・人物
ヤクルト時代は淡口憲治コーチから研究熱心で前向きと評されていた。また、淡口コーチの前任である荒井幸雄コーチも「努力家」と評している。
打撃に関してはスイッチヒッターで、左右ともにパワーがあるが、状況把握や選球眼に課題を残している。一方で守備に関しては強肩で送球に高い評価がある一方で、内野の連係プレーにはやや課題があるとされる。走塁に関しては二軍ではチームでも上位の盗塁数を見せる。

## 詳細情報

### 年度別打撃成績
| 年 度     | 球 団      | 試 合 | 打 席 | 打 数 | 得 点 | 安 打 | 二 塁 打 | 三 塁 打 | 本 塁 打 | 塁 打 | 打 点 | 盗 塁 | 盗 塁 死 | 犠 打 | 犠 飛 | 四 球 | 敬 遠 | 死 球 | 三 振 | 併 殺 打 | 打 率 | 出 塁 率 | 長 打 率 | O P S |
| --------- | ---------- | ----- | ----- | ----- | ----- | ----- | -------- | -------- | -------- | ----- | ----- | ----- | -------- | ----- | ----- | ----- | ----- | ----- | ----- | -------- | ----- | -------- | -------- | ----- |
| 2004      | ヤクルト   | 2     | 1     | 1     | 1     | 0     | 0        | 0        | 0        | 0     | 0     | 0     | 0        | 0     | 0     | 0     | 0     | 0     | 1     | 0        | .000  | .000     | .000     | .000  |
| 2006      | ヤクルト   | 21    | 46    | 45    | 2     | 7     | 0        | 1        | 0        | 9     | 0     | 2     | 0        | 0     | 0     | 1     | 0     | 0     | 13    | 0        | .156  | .174     | .200     | .374  |
| 2007      | ヤクルト   | 7     | 15    | 13    | 0     | 1     | 0        | 0        | 0        | 1     | 1     | 0     | 0        | 1     | 1     | 0     | 0     | 0     | 6     | 0        | .077  | .071     | .077     | .148  |
| 2008      | ヤクルト   | 20    | 33    | 28    | 3     | 6     | 1        | 0        | 0        | 7     | 3     | 3     | 1        | 0     | 1     | 4     | 0     | 0     | 5     | 0        | .214  | .303     | .250     | .553  |
| 2009      | ヤクルト   | 12    | 27    | 26    | 2     | 7     | 0        | 0        | 0        | 7     | 1     | 1     | 1        | 0     | 0     | 1     | 0     | 0     | 4     | 0        | .269  | .296     | .269     | .566  |
| 2011      | オリックス | 43    | 100   | 93    | 6     | 19    | 2        | 0        | 0        | 21    | 2     | 0     | 1        | 5     | 0     | 2     | 0     | 0     | 25    | 0        | .204  | .221     | .226     | .447  |
| 2012      | オリックス | 42    | 67    | 61    | 7     | 13    | 3        | 2        | 0        | 20    | 5     | 0     | 2        | 2     | 1     | 3     | 0     | 0     | 17    | 0        | .213  | .246     | .328     | .574  |
| 通算：7年 | 通算：7年  | 147   | 289   | 267   | 21    | 53    | 6        | 3        | 0        | 65    | 12    | 6     | 5        | 8     | 3     | 11    | 0     | 0     | 71    | 0        | .199  | .228     | .243     | .471  |

### 記録
- 初出場：2004年8月21日、対阪神タイガース20回戦（明治神宮野球場）、11回裏に佐藤真一の代走で出場
- 初打席：2004年8月22日、対阪神タイガース21回戦（明治神宮野球場）、5回裏に平本学の代打で出場、三東洋の前に空振り三振
- 初安打：2006年5月4日、対広島東洋カープ6回戦（明治神宮野球場）、8回裏に永川勝浩から左前安打
- 初先発出場：2006年6月3日、対オリックス・バファローズ5回戦（明治神宮野球場）、7番・遊撃手で先発出場
- 初盗塁：2006年10月12日、対横浜ベイスターズ21回戦（明治神宮野球場）、7回裏に二盗（投手：牛田成樹、捕手：相川亮二）
- 初打点：2007年4月12日、対横浜ベイスターズ2回戦（横浜スタジアム）、2回表に加藤武治から左犠飛

### 背番号
- 39 （2002年 - 2010年）
- 58 （2011年 - 2012年）
- 0 （2013年）